# MS Noordam
El MS Noordam es un crucero de la clase Vista, propiedad de la Holland America Line. Fue construido por Fincantieri en sus astilleros de Marghera, Italia. Su nombre (Noord) en neerlandés significa Norte.

## Historia
Fue bautizado el 22 de febrero de 2006, en Nueva York por la actriz Marlee Matlin. Sus barcos gemelos son el MS Oosterdam, el MS Westerdam, el MS Zuiderdam, y el MS Arcadia (originalmente ordenado por la Holland America Line, pero  transferido a la P&O Cruises). Todos los barcos de la clase Vista de la HAL son nombrados como los puntos cardinales.

## Características
El buque es impulsado por cinco generadores diésel y una turbina de gas (18 000 HP), para generar una potencia total de aproximadamente 62,6 MW (84 000 HP).
El Noordam es capaz de producir 1700 toneladas (450 000 galones) de agua para consumo humano todos los días a través de la desalinización, aunque el consumo promedio es de solo alrededor de 750 toneladas por día (200 000 galones). El barco consume aproximadamente 216 toneladas por día (57 000 galones americanos) de crudo pesado, y 90 toneladas por día (23 000 galones americanos) de gasóleo. Puede alcanzar una velocidad máxima de aproximadamente 24 nudos (44 km/h).